# Liga Tucumana de Fútbol
La Liga Tucumana de Fútbol es una liga regional de fútbol argentino que agrupa a los equipos de la Provincia de Tucumán y tiene su sede en la ciudad de San Miguel de Tucumán.
La Liga Tucumana fue fundada el día 5 de febrero de 1977 como resultado de la fusión de las tres ligas que existían en la Provincia de Tucumán hasta esa fecha, la Liga Cultural, la Liga del Sur y la Federación Tucumana, ese mismo día comenzaron las obras de ampliación y remodelación del edificio donde actualmente se encuentra la institución. 
Fue inaugurado el 24 de septiembre de 1978, motivo por el cual todos los 24 de septiembre se festeja el aniversario de la institución, teniendo en cuenta que en febrero normalmente la actividad se encuentra en receso.
Actualmente la conforman dos divisiones: Primera A y Primera B. Además nuclea 8 categorías en divisiones formativas, clases 2003, 2004, 2005 y 2006 en divisiones inferiores, y 2007, 2008, 2009 y 2010 en divisiones infantiles.
La Liga Tucumana de Fútbol, además, tiene representación en el fútbol femenino, donde 21 conjuntos disputan dos zonas principales, Zona Campeonato, con 11 conjuntos, y Zona Ascenso con 10 equipos, y en Futsal con 24 conjuntos.
En el año 2019 se presentó el proyecto de creación de los torneos de FutSal asociados a la Asociación del Fútbol Argentino. Esta categoría de Fútbol de Salón, presenta Fútbol Masculino, Fútbol Femenino, Infantiles Masculino, y Cebollitas Masculino.
En el año 2020 el departamento de Divisiones Formativas de la Liga Tucumana de Fútbol, ha realizado la presentación para comenzar con las competencias oficiales de las Divisiones Cebollitas en Fútbol 11, teniendo una gran repercusión en clubes afiliados, y proyectando ya, el primer torneo en esa categoría, en la Historia del Fútbol Tucumano.
Actualmente la Liga Tucumana tiene representación a nivel nacional con el Club Atlético Tucumán en la Primera División de A.F.A.  y el Club Atlético San Martín, en la Primera Nacional.
Actualmente el presidente es el Sr. Eduardo Monteros y el vicepresidente 1° Matias Avila.

## Clubes afiliados
| Equipo                                       | Año de Fundación | Departamento |
| -------------------------------------------- | ---------------- | ------------ |
| Club Atlético Tucumán                        | 1902             | Capital      |
| Club Atlético Argentinos del Norte           | 1907             | Capital      |
| Club Atlético San Martín                     | 1909             | Capital      |
| Club Atlético Central Norte                  | 1911             | Capital      |
| Club Atlético All Boys de Tucumán            | 1916             | Capital      |
| Club Atlético Amalia                         | 1917             | Capital      |
| Club Sportivo Guzmán                         | 1921             | Capital      |
| Club Atlético Tucumán Central                | 1921             | Capital      |
| Club Social y Deportivo 20 de Junio          | 1960             | Capital      |
| Club Social y Deportivo San Jorge            | 2008             | Capital      |
| Fundación Futuros Deportistas                | 2009             | Capital      |
| Club Deportivo Marapa                        | 1928             | Alberdi      |
| Club Unión del Norte                         | 1947             | Burruyacú    |
| Garmendia Fútbol Club                        | 1984             | Burruyacú    |
| Club Atlético Azucarera Argentina            | 1925             | Chicligasta  |
| Concepción Fútbol Club                       | 1927             | Chicligasta  |
| Club Deportivo Llorens                       | 2010             | Chicligasta  |
| Club Sportivo Trinidad                       | 1915             | Chicligasta  |
| Club Ateneo Parroquial Alderetes             | 1983             | Cruz Alta    |
| Club Atlético Concepción                     | 1909             | Cruz Alta    |
| Club Atlético San Juan                       | 1910             | Cruz Alta    |
| Club Deportivo Cruz Alta                     | 1917             | Cruz Alta    |
| Club Social y Deportivo La Florida           | 1917             | Cruz Alta    |
| Club Social y Deportivo Lastenia             | 1920             | Cruz Alta    |
| Club Eudoro Avellaneda                       | 1924             | Cruz Alta    |
| Club Atlético San Antonio                    | 1934             | Cruz Alta    |
| Club Atlético Famaillá                       | 1908             | Famaillá     |
| Club Social y Deportivo Graneros             | 1997             | Graneros     |
| Club Sportivo Bella Vista                    | 1925             | Leales       |
| Club Atlético San Fernando                   | 1959             | Leales       |
| Club Almirante Brown                         | 1919             | Lules        |
| Club Social y Deportivo Mercedes             | 1953             | Lules        |
| Club Atlético San Pablo                      | 1911             | Lules        |
| Club Atlético Ñuñorco                        | 1941             | Monteros     |
| Club Unión Social y Deportivo La Providencia | 1920             | Monteros     |
| Santa Lucía Fútbol Club                      | 1912             | Monteros     |
| Club Atlético Santa Rosa                     | 1915             | Monteros     |
| Club Deportivo San Ramón                     | 1937             | Monteros     |
| Club Atlético Jorge Newbery                  | 1917             | Río Chico    |
| Club Santa Bárbara                           | 1922             | Río Chico    |
| Club Deportivo Aguilares                     | 1932             | Río Chico    |
| Club Atlético Santa Ana                      | 1907             | Río Chico    |
| Club Atlético San Lorenzo                    | 1927             | Río Chico    |
| Club Atlético Alto Verde                     | 1964             | Simoca       |
| Club Union Simoca                            | 1969             | Simoca       |
| Club Atlético Estación Experimental          | 1939             | Tafí Viejo   |
| Club Atlético Talleres                       | 1915             | Tafí Viejo   |
| Club Atlético Villa Mitre                    | 1930             | Tafí Viejo   |
| Club Atlético Juventud Unida                 | 1930             | Tafí Viejo   |
| Club Atlético San José                       | 1920             | Yerba Buena  |
| Club Unión Aconquija                         | 1929             | Yerba Buena  |

## Campeones Federación Tucumana (1919 - 1976)
Todos los campeones:
| - 1919. San Martín de Tucumán - 1920. Atlético Tucumán - 1921. Atlético Tucumán - 1922. San Pablo - 1923. San Martín de Tucumán - 1924. Atlético Tucumán - 1925. Central Norte Tucumán - 1926. San Pablo - 1927. Atlético Tucumán - 1928. San Pablo - 1929. Central Norte Tucumán - 1930. Atlético Tucumán - 1931. Central Córdoba - 1932. All Boys - 1933. All Boys - 1934. Central Norte Tucumán - 1935. Atlético Tucumán - 1936. All Boys - 1937. Atlético Tucumán - 1938. Atlético Tucumán | - 1939. Central Norte Tucumán - 1940. San Martín de Tucumán - 1941. San Martín de Tucumán - 1942. Atlético Tucumán - 1943. San Martín de Tucumán - 1944. San Martín de Tucumán - 1945. San Martín de Tucumán - 1946. All Boys - 1947. San Martín de Tucumán - 1948. Central Córdoba - 1949. San Martín de Tucumán - 1950. Central Córdoba - 1951. Atlético Tucumán - 1952. Central Córdoba - 1953. San Martín de Tucumán - 1954. San Martín de Tucumán - 1955. San Martín de Tucumán - 1956. San Martín de Tucumán - 1957. Atlético Tucumán - 1958. Atlético Tucumán | - 1959. Atlético Tucumán - 1960. Atlético Tucumán - 1961. Atlético Tucumán - 1962. Atlético Tucumán - 1963. Atlético Tucumán - 1964. Atlético Tucumán - 1965. Sportivo Guzmán - 1966. desierto - 1967. San Martín de Tucumán - 1968. Sportivo Guzmán - 1969. San Martín de Tucumán - 1970. San Martín de Tucumán - 1971. San Martín de Tucumán - 1972. Atlético Tucumán - 1973. Atlético Tucumán - 1974. San Martín de Tucumán - 1975. Atlético Tucumán - 1976. San Martín de Tucumán |

### Palmarés Federación Tucumana de Fútbol (1919-1976)
| Club                             | Títulos | Campeón Anual |
| -------------------------------- | ------- | --- |
| Atlético Tucumán                 | 21      | 1920, 1921, 1924, 1927, 1930, 1935, 1937, 1938, 1942, 1951, 1957, 1958, 1959, 1960, 1961, 1962, 1963, 1964, 1972, 1973, 1975. |
| San Martín Tucumán               | 19      | 1919, 1923, 1940, 1941, 1943, 1944, 1945, 1947, 1949, 1953, 1954, 1955, 1956, 1967, 1969, 1970, 1971, 1974, 1976.             |
| Central Norte Tucumán            | 4       | 1925, 1929, 1934, 1939. |
| Central Córdoba                  | 4       | 1931, 1948, 1950, 1952. |
| Club Atlético All Boys (Tucumán) | 4       | 1932, 1933, 1936, 1946. |
| Club Atlético San Pablo          | 3       | 1922, 1926, 1928. |
| Sportivo Guzmán                  | 2       | 1965, 1968. |
| Desierto                         | 1       | 1966 |

## Copas oficiales de la Federación Tucumana de Fútbol (1919-1976)

#### Copa de Competencia (1919-1972)
El formato del sistema era sencillo: se jugaba por eliminación directa en estadios neutrales posteriormente al Anual.Los directivos y los entrenadores elegían estos duelos para probar jugadores que venían de las divisiones inferiores y que no podían mostrar su talento en el anual.Por ese motivo, muchos consideran que aquí comenzaban a forjarse las grandes figuras de "Santos" y "Decanos".
Esa fue quizás la razón por la que el certamen no cautivó al público. En los años 60 y 70, años en los que los grandes ídolos comenzaron a animarse a pedir descanso después de haberse esforzado en las otras competencias de la temporada.
La Federación intentó entonces darle un incentivo: utilizó el Competencia como vía para que los equipos se clasificaran a los Nacionales o Regionales de AFA.
Palmarés
| Club                    | Títulos | Año Campeón                                    |
| ----------------------- | ------- | ---------------------------------------------- |
| Atlético Tucumán        | 8       | 1926, 1939, 1944,1945, 1946, 1951, 1953, 1957. |
| San Martín Tucumán      | 7       | 1921, 1922, 1936, 1940, 1947, 1948, 1964.      |
| Central Norte Tucumán   | 7       | 1924, 1932, 1934, 1938, 1950, 1970, 1972.      |
| All Boys                | 4       | 1919, 1923, 1928, 1961.                        |
| Argentinos del Norte    | 4       | 1937, 1941, 1943, 1969.                        |
| Club Atlético San Pablo | 3       | 1920, 1927, 1929.                              |
| Central Córdoba         | 2       | 1930, 1956.                                    |
| Bomberos F.C.           | 2       | 1933, 1935.                                    |
| Talleres de Tafí Viejo  | 1       | 1931.                                          |
| Tucumán Central         | 1       | 1966.                                          |
| Obras Sanitarias        | 1       | 1942.                                          |
| Sportivo Guzmán         | 1       | 1959.                                          |

#### Copa de Honor (1922-1973)
Palmarés
| Club                    | Títulos | Año Campeón                                                                   |
| ----------------------- | ------- | ----------------------------------------------------------------------------- |
| Atlético Tucumán        | 13      | 1935, 1936, 1937, 1938, 1939, 1944, 1952, 1954, 1956, 1957, 1958, 1959, 1963. |
| San Martín Tucumán      | 13      | 1922, 1940, 1942, 1945, 1946, 1947, 1949, 1950, 1951, 1955, 1965, 1972, 1973. |
| Central Córdoba         | 3       | 1932, 1948, 1964.                                                             |
| All Boys                | 2       | 1941 y 1961.                                                                  |
| Bomberos F.C.           | 2       | 1933 y 1934.                                                                  |
| Argentinos del Norte    | 1       | 1966.                                                                         |
| Central Norte           | 1       | 1960.                                                                         |
| Club Atlético San Pablo | 1       | 1925.                                                                         |
| Obras Sanitarias        | 1       | 1953.                                                                         |
| Tucumán Central         | 1       | 1943.                                                                         |

#### Otras Copas (1965-1975)
En los años finales de la Federación se alteraron los habituales Torneos de Honor, Competencia y Absoluto, dándoles otra denominación debido a la forma de disputa de los mismos, motivado por la participación de los equipos tucumanos en torneos nacionales y la necesidad de clasificar a ellos).
Palmarés
| Club                  | Títulos | Año Campeón                                                   |
| --------------------- | ------- | ------------------------------------------------------------- |
| San Martín Tucumán    | 4       | Iniciación 1966, Clasificación 1971, Preparación 1974 y 1975. |
| Central Norte Tucumán | 2       | Clausura 1967, Clasificación 1970.                            |
| Atlético Tucumán      | 2       | Clasificación 1967, Selección 1968.                           |
| Argentinos del Norte  | 1       | Clasificación 1969.                                           |

#### Torneo Absoluto (1936-1972)
El sistema de disputa era muy sencillo. El ganador del Competencia debía enfrentarse al del Honor. El vencedor de ese duelo se clasificaba para disputar la final con el campeón del anual. En caso de que fueran dos los equipos que hubieran dividido la obtención de los tres certámenes, se enfrentaban para determinar cuál había sido el mejor de año.
Los encuentros se jugaron en la mayoría de los casos en diciembre, bajo temperaturas infernales: varios cotejos se desarrollaron entre las fiestas de Navidad y Año Nuevo.
Palmarés
| Club                 | Títulos | Año Campeón                                                                   |
| -------------------- | ------- | ----------------------------------------------------------------------------- |
| Atlético Tucumán     | 13      | 1936, 1938, 1939, 1942, 1944, 1951, 1953, 1957, 1958, 1959, 1963, 1964, 1972. |
| San Martín Tucumán   | 10      | 1940, 1941, 1943, 1945, 1947, 1949, 1950, 1955, 1969, 1970.                   |
| Argentinos del Norte | 1       | 1937.                                                                         |
| Central Córdoba      | 1       | 1948.                                                                         |
| No se disputó        | 12      | 1946, 1952, 1954, 1956, 1960, 1961, 1962, 1965, 1966, 1967, 1968, 1971.       |

## Campeones Liga Tucumana de Fútbol (1977 - presente)
Todos los campeones:
| - 1977. Atlético Tucumán - 1978. Atlético Tucumán - 1979. Atlético Tucumán - 1980. San Martín de Tucumán - 1981. San Martín de Tucumán - 1982. San Martín de Tucumán - 1983. Atlético Tucumán - 1984. San Martín de Tucumán - 1985. San Martín de Tucumán - 1986. Atlético Tucumán - 1987. San Martín de Tucumán - 1988. Concepción FC - 1989. Atlético Concepción - 1990. Sportivo Guzmán - 1991. Central Norte - 1992. Concepción FC - 1993. Atlético Concepción - 1994. Concepción FC - 1995. Atlético Concepción - 1996. Atlético Concepción - 1997. Ñuñorco - 1998. Argentinos del Norte - 1999. Garmendia FC - 2000. Ñuñorco - 2001. Central Norte - 2002. La Florida - 2003. Atlético Tucumán - 2004. San Martín de Tucumán | - 2005. San Fernando - 2006. Sportivo Guzmán - 2007. San Ramón - 2008. Amalia - 2009. U.T.A. - 2010. Amalia - 2011. Sportivo Guzmán - 2012. Lastenia - 2013. Almirante Brown - 2014. La Florida - 2015. Ñuñorco - 2016. Atlético Tucumán - 2017. Deportivo Marapa - 2018. Ñuñorco - 2019. Atlético Tucumán - 2020 No se disputó por pandemia - 2021. Union Del Norte - 2022. Sportivo Guzmán - 2023. no se disputó Anual (no confundir con Transición) - 2024. Newbery |

### Palmarés Liga Tucumana de Fútbol
| Club                  | Títulos | Torneo Anual                                    |
| --------------------- | ------- | ----------------------------------------------- |
| Atlético Tucumán      | 8       | 1977, 1978, 1979, 1983, 1986, 2003, 2016, 2019. |
| San Martín Tucumán    | 7       | 1980, 1981, 1982, 1984, 1985, 1987, 2004.       |
| Sportivo Guzmán       | 4       | 1990, 2006, 2011, 2022.                         |
| Ñuñorco               | 4       | 1997, 2000, 2015, 2018.                         |
| Atlético Concepción   | 4       | 1989, 1993, 1995, 1996                          |
| Concepción FC         | 3       | 1988, 1992, 1994.                               |
| Central Norte Tucumán | 2       | 1991, 2002.                                     |
| Atlético Amalia       | 2       | 2008, 2010.                                     |
| La Florida            | 2       | 2002, 2014.                                     |
| Argentinos del Norte  | 1       | 1998.                                           |
| Garmendia FC          | 1       | 1999.                                           |
| San Fernando          | 1       | 2005.                                           |
| San Ramón             | 1       | 2007.                                           |
| UTA                   | 1       | 2009.                                           |
| Lastenia              | 1       | 2012.                                           |
| Almirante Brown       | 1       | 2013.                                           |
| Deportivo Marapa      | 1       | 2017.                                           |
| Newbery               | 1       | 2024.                                           |

| Club                | Títulos | Torneo Clasificación |
| ------------------- | ------- | -------------------- |
| Atlético Concepción | 1       | 1986                 |

| Club                | Títulos | Torneo Apertura |
| ------------------- | ------- | --------------- |
| UTA                 | 2       | 2006, 2008      |
| Atlético Concepción | 1       | 2001            |
| La Florida          | 1       | 2002            |
| San Ramón           | 1       | 2007            |

| Club                  | Títulos | Torneo Clausura |
| --------------------- | ------- | --------------- |
| Central Norte Tucumán | 1       | 2001            |
| Atlético Concepción   | 1       | 2002            |
| Sportivo Guzmán       | 1       | 2006            |
| San Fernando          | 1       | 2007            |
| Atlético Amalia       | 1       | 2008            |

| Club            | Títulos | Torneo Transición |
| --------------- | ------- | ----------------- |
| Unión del Norte | 1       | 2021              |
| Sportivo Guzmán | 1       | 2023              |

## Copas oficiales de la Liga Tucumana de Fútbol (1977 - presente)

### Copa Provincia de Tucumán (2023 - presente)
Palmarés
| Club            | Títulos | Copa Provincia de Tucumán |
| --------------- | ------- | ------------------------- |
| San Pablo       | 1       | 2023.                     |
| Sportivo Guzman | 1       | 2024.                     |

## Campeonas de la Liga Tucumana de Fútbol Femenina (2000-presente)
Torneo Anual
- 2006. Atlético Tucumán (Torneo Anual).
- 2009. San Martín (Torneo Anual).
- 2012. UTHGRA (Torneo Anual).
- 2013. Atlético Tucumán (Torneo Anual).
- 2014. San Martín (Torneo Anual).
- 2015. Atlético Tucumán (Torneo Anual).
- 2016. San Martín (Torneo Anual).
- 2017. Atlético Tucumán (Torneo Anual).
- 2018. Atlético Tucumán (Torneo Anual).
- 2019. Atlético Tucumán (Torneo Anual).
- 2022. Atlético Tucumán (Torneo Anual).
- 2023. Atlético Tucumán (Torneo Anual).
- 2024. Atlético Tucumán (Torneo Anual).

Torneo Apertura
- 2000. Círculo de Oficiales (Torneo Apertura).
- 2001. San Martín (Torneo Apertura).
- 2002. San Martín (Torneo Apertura).
- 2003. San Martín (Torneo Apertura).
- 2004. Círculo de Oficiales (Torneo Apertura).
- 2005. San Martín (Torneo Apertura "Teresa Felipe de Heredia").
- 2006. San Martín (Torneo Apertura).
- 2007. Universidad Nacional de Tucumán (Torneo Apertura).
- 2008. San Martín (Torneo Apertura).
- 2010. San Martín (Torneo Apertura).
- 2011. San Martín (Torneo Apertura).
- 2019. Atlético Tucumán (Torneo Apertura).
- 2021. San Martín (Torneo Apertura "Mirta Gutiérrez").
- 2022. San Martín (Torneo Apertura "Mocha Adela Soria").
- 2023. Atlético Tucumán (Torneo Apertura).
- 2024. Atlético Tucumán (Torneo Apertura "Emily Borges").

Torneo Clausura
- 2000. San Martín (Torneo Clausura).
- 2001. San Martín (Torneo Clausura).
- 2002. Círculo de Oficiales (Torneo Clausura).
- 2003. Círculo de Oficiales (Torneo Clausura).
- 2004. Círculo de Oficiales (Torneo Clausura).
- 2005. San Martín (Torneo Clausura "Catalina Lonac").
- 2006. Atlético Tucumán (Torneo Clausura).
- 2007. San Martín (Torneo Clausura).
- 2008. San Martín (Torneo Clausura).
- 2010. San Martín (Torneo Clausura).
- 2011. San Martín (Torneo Clausura).
- 2019. San Jorge (Torneo Clausura).
- 2023. UTHGRA (Torneo Clausura).
- 2024. Atlético Tucumán (Torneo Clausura).

Torneo Iniciación
- 2008. San Martín (Torneo Iniciación "Copa Unicentro").

Torneo Transición
- 2021. San Martín (Torneo Transición).

Torneos Suspendidos
- 2020. Suspendido por pandemia covid-19.

### Palmarés Campeonato Femenino
| Club             | Títulos | Campeón Anual                                          |
| ---------------- | ------- | ------------------------------------------------------ |
| Atlético Tucumán | 9       | 2006, 2013, 2015, 2017, 2018, 2019, 2022, 2023 y 2024. |
| San Martín       | 3       | 2009, 2014 y 2016.                                     |

## Clásicos
- Atlético Tucumán vs San Martín (Clásico Tucumano)
- Concepción FC vs Azucarera Argentina (Clásico de Concepción)
- Jorge Newbery vs Deportivo Aguilares (Clásico de Aguilares)
- Atlético Tucumán vs Sportivo Guzmán (Clásico de Villa 9 de Julio)
- Central Norte vs All Boys (Clásico de Barrio El Bosque)
- Concepción FC vs Club Atlético Ñuñorco (Clásico del Sur)
- San Fernando vs Bella Vista (Clásico de Leales)
- Club Atlético Amalia vs Club Tucumán Central (Clásico de Zona Sur)
- Club Almirante Brown vs Club Atlético San Pablo (Clásico de Lules)
- Atlético Concepción vs Club Atlético San Juan (Clásico Bandeño)
- Club Union Simoca vs Club Atlético Alto Verde (Clásico Simoqueño)
- Club Atlético Talleres de Tafí Viejo vs Club Atlético Villa Mitre (Clásico Taficeño)
- Club Deportivo Cruz Alta  vs Club San Antonio (Clásico cruzalteño)
- Club San Lorenzo de Santa Ana vs Club Atlético Santa Ana (Clásico de Santa Ana)
- Club Eudoro Avellaneda vs San Lorenzo de Delfín Gallo (Clásico del Este)
- Club social y deportivo La Florida vs San Lorenzo de Delfín Gallo (Clásico del Este)
- Atlético Concepción  vs  Eudoro Avellaneda  (Clásico viejo de la Cultural)
- Lastenia vs San Juan (El Clásico Del Este)
- Club Unión Aconquija vs Club Atlético San José (clásico de Yerba Buena)

## Jugadores Tucumanos Campeones
Copa Mundial de Fútbol
- Exequiel Palacios

Copa América
- Alberto Cuello
- Alberto Fassora
- Juan Andrés Marvezy
- Fernando Gianserra
- David Iñigo
- Exequiel Palacios
- Joaquín Correa

Copa Libertadores de América
- Matías Kranevitter
- Exequiel Palacios
- Juan Ángel Krupoviesa

## Palmarés
La selección de la Liga Tucumana de Fútbol, y sus antecesoras la Federación Tucumana y la Liga Cultural, obtuvieron los siguientes títulos:
| Torneos AFA                                                        | Torneos AFA                                                     | Torneos AFA    |
| Competición                                                        | Títulos                                                         | Subcampeonatos |
| ------------------------------------------------------------------ | --------------------------------------------------------------- | -------------- |
| Campeonato Argentino Interligas (8)                                | 1944, 1946, 1948-49, 1954, 1960, 1963, 1975-76 y 1984. (Record) |                |
| Copa Beccar Varela (7)                                             | 1944, 1946, 1948-49, 1954, 1960, 1975-76, 1984.                 |                |
| Copa Intendente (4)                                                | 1926, 1929, 1966, 1986-87.                                      |                |
| Copa Comité Olímpico (3)                                           | 1958, 1982, 1988-89.                                            |                |
| Campeonato Nacional Femenino de Equipos y Selecciones de Ligas (1) | Torneo Nacional de Ligas Femenino 2018.                         |                |
| Copa Ibarguren (0/1)                                               |                                                                 | 1944.          |

## Palmarés de clubes tucumanos

### Campeonatos nacionales
| Torneos AFA/Consejo Federal | Torneos AFA/Consejo Federal | Torneos AFA/Consejo Federal |
| Competición                 | Títulos | Subcampeonatos              |
| --------------------------- | --- | --------------------------- |
| Primera B Nacional (3/1)    | 2007-08, 2008-09 y 2015. | 1990-91.                    |
| Tercera división (8/1)      | Torneo del Interior 1986, Torneo del Interior 1986-87, Torneo del Interior 1987-88, Torneo del Interior 1992-93, Torneo Argentino A 2003/04 (Clausura), Torneo Argentino A 2005-06, Torneo Argentino A 2007/08 y Torneo Federal A 2016. | 2003-04.                    |
| Cuarta división (2/0)       | Torneo Argentino B 2004-05 y Torneo Federal B 2014. |                             |
| Quinta división (5/0)       | Torneo del Interior 2008, Torneo del Interior 2013, Torneo del Interior 2014, Torneo Federal C 2015 y Torneo Federal C 2017. |                             |

### Copas Nacionales
| Torneos AFA/Consejo Federal | Torneos AFA/Consejo Federal | Torneos AFA/Consejo Federal |
| Competición                 | Títulos                     | Subcampeonatos              |
| --------------------------- | --------------------------- | --------------------------- |
| Copa de la República (1/0)  | Copa de la República 1944.  |                             |
| Copa de Campeones (1/0)     | 1959-60.                    |                             |
| Copa Argentina (0/1)        |                             | 2016-17.                    |